# Brian Mikkelsen
Brian Arthur Mikkelsen (ur. 31 stycznia 1966 w Kopenhadze) – duński polityk, z wykształcenia politolog, minister w różnych rządach i resortach od 2001 do 2011 oraz od 2016 do 2018, deputowany do Folketingetu.

## Życiorys
Ukończył w 1994 studia magisterskie z zakresu nauk politycznych na Uniwersytecie Kopenhaskim. Pracował m.in. jako analityk ds. bezrobocia.
Od połowy lat 80. pełnił kierownicze funkcje w konserwatywnych organizacjach studenckich. W latach 1989–1990 kierował młodzieżówką Konserwatywnej Partii Ludowej. W 1994 po raz pierwszy uzyskał mandat posła do duńskiego parlamentu, od tego czasu skutecznie ubiegał się o reelekcję w kolejnych wyborach (1998, 2001, 2005, 2007, 2011, 2015). W 1998 wszedł w skład komitetu wykonawczego konserwatystów, rok później został wiceprzewodniczącym frakcji parlamentarnej tego ugrupowania.
W listopadzie 2001 został ministrem kultury w rządzie Andersa Fogh Rasmussena. W latach 2004–2006 był wiceprezesem Światowej Agencji Antydopingowej. We wrześniu 2008 urzędujący premier powierzył mu tekę ministra sprawiedliwości, pozostał na tym stanowisku również w kwietniu 2009, kiedy to na czele rządu stanął Lars Løkke Rasmussen. Po dokonanej w lutym 2010 rekonstrukcji objął urząd ministra ds. handlu i gospodarki, które zajmował do października 2011.
W listopadzie 2016 powrócił w skład rządu. W trzecim gabinecie Larsa Løkke Rasmussena objął funkcję ministra ds. biznesu. Zrezygnował z tego stanowiska w czerwcu 2018, kiedy to został powołany na dyrektora Duńskiej Izby Handlowej.
4 października 2011 został odznaczony krzyżem komandorskim I stopnia Orderu Danebroga.